# Karpaty Lwów
Karpaty Lwów (ukr. Футбольний клуб «Карпати» Львів, Futbolnyj Kłub „Karpaty” Lwiw) – ukraiński klub piłkarski, mający siedzibę w mieście Lwów, na zachodzie kraju, grający w rozgrywkach ukraińskiej Premier-liha.

## Historia
Chronologia nazw:
- 1963: Karpaty Lwów (ukr. ФК «Карпати» Львів)
- 1982: SKA-Karpaty Lwów – po fuzji ze SKA Lwów (ukr. ФК «СКА-Карпати» Львів)
- 1989: Karpaty Lwów – po rozwiązaniu fuzji (ukr. ФК «Карпати» Львів)
- 2021: klub rozwiązany
- 2021: Karpaty Lwów (ukr. ФК «Карпати» Львів)

Klub piłkarski Karpaty został założony w miejscowości Lwów 18 stycznia 1963 roku. Rok wcześniej, w 1962 roku zespół lwowskiego zakładu „Silmasz”, zwyciężył w rozgrywkach Mistrzostw i Pucharu obwodu lwowskiego, tym samym zdobył awans do klasy „B”. W 1963 roku Federacja piłki nożnej ZSRR znowu reorganizowała system rozgrywek piłkarskich – utworzono drugą grupę klasy „A” (buforową ligę pomiędzy klasą „B” i Wyższą Ligą Mistrzostw ZSRR), w której przewidziane było miejsce dla zespołu ze Lwowa. Z „Silmaszu” do nowego zespołu przeszedł tylko Ihor Kulczycki (przyszły kapitan) oraz Josyp Fałes. Klub został wzmocniony przez piłkarzy lwowskiego SKA oraz piłkarzy zaproszone z innych klubów.
Pierwszy oficjalny mecz lwowskich Karpat odbył się 21 kwietnia 1963 roku przeciwko homelskiemu Lokomotiwowi (zwycięstwo 1:0, bramkę strzelił Anatolij Kroszczenko). Pierwszy sezon klub zakończył na 7. miejscu z 18 zespołów we Wtoroj grupie A (D2). W 1969 roku przyszedł największy sukces. Pierwszy i jedyny raz Puchar ZSRR zdobył klub, który nie występował w Wyższej Lidze. Dopiero w 1971 roku Karpaty debiutowały w Wyższej Lidze i występowały w niej do 1977 roku. Później pojawiły się problemy finansowe, co doprowadziło do tego, że w roku 1982 nastąpiła fuzja z innym wojskowym klubem SKA Lwów. Klub nazywał się wtedy SKA-Karpaty i występował w rozgrywkach Pierwoj ligi. Dopiero w 1989 nastąpiło odrodzenie – Karpaty znowu uczestniczą w rozgrywkach ligowych Mistrzostw ZSRR. Sezon 1989 zakończył na trzecim miejscu w grupie 5 Wtoroj ligi (D3). W następnym sezonie po skróceniu ilości grup w trzeciej lidze znów był trzecim w strefie zachodniej Wtoroj ligi, a w 1991 zwyciężył w strefie zachodniej Wtoroj ligi i otrzymał promocję do Pierwoj ligi (D2). Ale po rozpadzie ZSRR sezon 1992 nie wystartował.
Od początku rozrywek w niezależnej Ukrainie klub występował w Wyższej Lidze. Tylko w sezonach 2004/05 i 2005/06 zespół występował w Pierwszej Lidze. W styczniu 2001 roku klub został przekształcony w Sp.z o.o. Klub Profesjonalnego Futbolu Karpaty. Od sezonu 2006/07 klub ponownie występował w Wyższej Lidze, która w 2008 zmieniła nazwę na Premier-liha.
27 maja 2020 roku właścicielem udziałów Petra Dymińskiego w Karpatach został Ołeh Smalijczuk.
Pod koniec czerwca 2020 pojawiła się informacja, że Karpaty z powodu braku dofinansowania nie skończą sezonu 2019/20 i opuszczą Ukraińską Premier-lihę (UPL). Na początku lipca klub dwa razy z rzędu odmówił wyjazdu do Mariupola na przełożony i kalendarzowy mecze mistrzostw (odpowiednio 1 i 4 lipca), co zgodnie z regulaminem rozgrywek prowadziło do wykluczenia drużyny z rozgrywek. 9 lipca decyzją Komisji Dyscyplinarno-Kontrolnej UAF klub ze Lwowa został oficjalnie wykluczony z rozgrywek UPL. 21 sierpnia 2020 klub został włączony do rozgrywek Drugiej ligi (D3).
14 października 2020 roku weterani lwowskich Karpat Stepan Jurczyszyn, Andrij Tłumak i inni stworzyli kolejny klub o tej samej nazwie Karpaty, który zgłosił się do ogólnokrajowych rozgrywek Amatorskiej ligi.
W sezonie 2020/21 Karpaty Smalijczuka zajęły ostatnie 13.miejsce w grupie A i spadły.
14 lipca 2021 roku ostatecznie ogłoszono, że klub został rozwiązany. "Karpaty" Ołeha Smalijczuka przestały istnieć. Na ich miejsce awansowały Karpaty Jurczyszyna, które zajęły czwarte miejsce w grupie pierwszej Amatorskiej ligi.
O praworządności nowego klubu świadczy fakt podpisania w lipcu 2021 umowy z kibicami klubu na przekazanie godła nowym Karpatom. A w sezonie 2020/21 Karpaty Smalijczuka wystąpiły z nowym emblematem, a tradycyjny został przekazany fanom "lwów".

## Barwy klubowe, strój, herb, hymn
|  |  |

Klub ma barwy biało-zielone. Zawodnicy domowe spotkania zazwyczaj grają w biało-zielonych pasiastych pionowo koszulkach, białych spodenkach oraz zielonych getrach.
Odkąd klub nazywa się Karpaty, wizerunek lasu i gór jest obecny w herbie drużyny od wielu lat. Jednak od tego czasu logo zostało zaktualizowane, inspirowane herbem Lwowa z fragmentem twierdzy i złotym lwem pokazanym na nowym herbie. Nazwa klubu „Zielone Lwy” również pochodzi od ich nowego logo.
Hymn napisał Myrosław Hrabar, a muzyka ludowa na motyw "When The Saints Go Marching In".

## Sukcesy

### Trofea międzynarodowe
| \| \| Zdobyte trofea w rozgrywkach międzynarodowych (stan na: 31-05-2021) \| |                                                                     |      |          |
| Rozgrywki                                                                    | Osiągnięcie                                                         | Razy | Sezon(y) |
| · Liga Europy · (Puchar UEFA)                                                | zdobywca                                                            | 0    |          |
| · Liga Europy · (Puchar UEFA)                                                | finalista                                                           | 0    |          |
| · Liga Europy · (Puchar UEFA)                                                | faza grupowa                                                        | 1    | 2010/11  |
| · Puchar Zdobywców                                                           | zdobywca                                                            | 0    |          |
| · Puchar Zdobywców                                                           | finalista                                                           | 0    |          |
| · Puchar Zdobywców                                                           | 1/16 finału                                                         | 1    | 1970/71  |
| FIFA                                                                         | Zdobyte trofea w rozgrywkach międzynarodowych (stan na: 31-05-2021) |      |          |

### Trofea krajowe
Ukraina
| \| \| Zdobyte trofea w rozgrywkach Ukrainy (stan na: 31-05-2021) \| |                                                            |      |                  |
| Rozgrywki                                                           | Osiągnięcie                                                | Razy | Sezon(y)         |
| · Mistrzostwo                                                       | I miejsce                                                  | 0    |                  |
| · Mistrzostwo                                                       | II miejsce                                                 | 0    |                  |
| · Mistrzostwo                                                       | III miejsce                                                | 1    | 1997/98          |
| Puchar                                                              | zdobywca                                                   | 0    |                  |
| Puchar                                                              | finalista                                                  | 2    | 1992/93, 1998/99 |
| II liga                                                             | I miejsce                                                  | 0    |                  |
| II liga                                                             | II miejsce                                                 | 1    | 2005/06          |
| II liga                                                             | III miejsce                                                | 0    |                  |
| Ukraina                                                             | Zdobyte trofea w rozgrywkach Ukrainy (stan na: 31-05-2021) |      |                  |

- Druha liha (D3):
  - mistrz (1x): 2021/22 (A)

ZSRR
| \| \| Zdobyte trofea w rozgrywkach Związku Radzieckiego (stan na: 1-01-1992) \| |                                                                        |      |                    |
| Rozgrywki                                                                       | Osiągnięcie                                                            | Razy | Sezon(y)           |
| Mistrzostwo                                                                     | I miejsce                                                              | 0    |                    |
| Mistrzostwo                                                                     | II miejsce                                                             | 0    |                    |
| Mistrzostwo                                                                     | III miejsce                                                            | 0    |                    |
| Mistrzostwo                                                                     | 4 miejsce                                                              | 2    | 1976 (w), 1976 (j) |
| Puchar                                                                          | zdobywca                                                               | 1    | 1969               |
| Puchar                                                                          | finalista                                                              | 0    |                    |
| II liga                                                                         | I miejsce                                                              | 2    | 1970, 1979         |
| II liga                                                                         | II miejsce                                                             | 1    | 1968               |
| II liga                                                                         | III miejsce                                                            | 0    |                    |
|                                                                                 | Zdobyte trofea w rozgrywkach Związku Radzieckiego (stan na: 1-01-1992) |      |                    |

- Wtoraja liga (D3):
  - mistrz (1x): 1991 (gr.zachodnia)

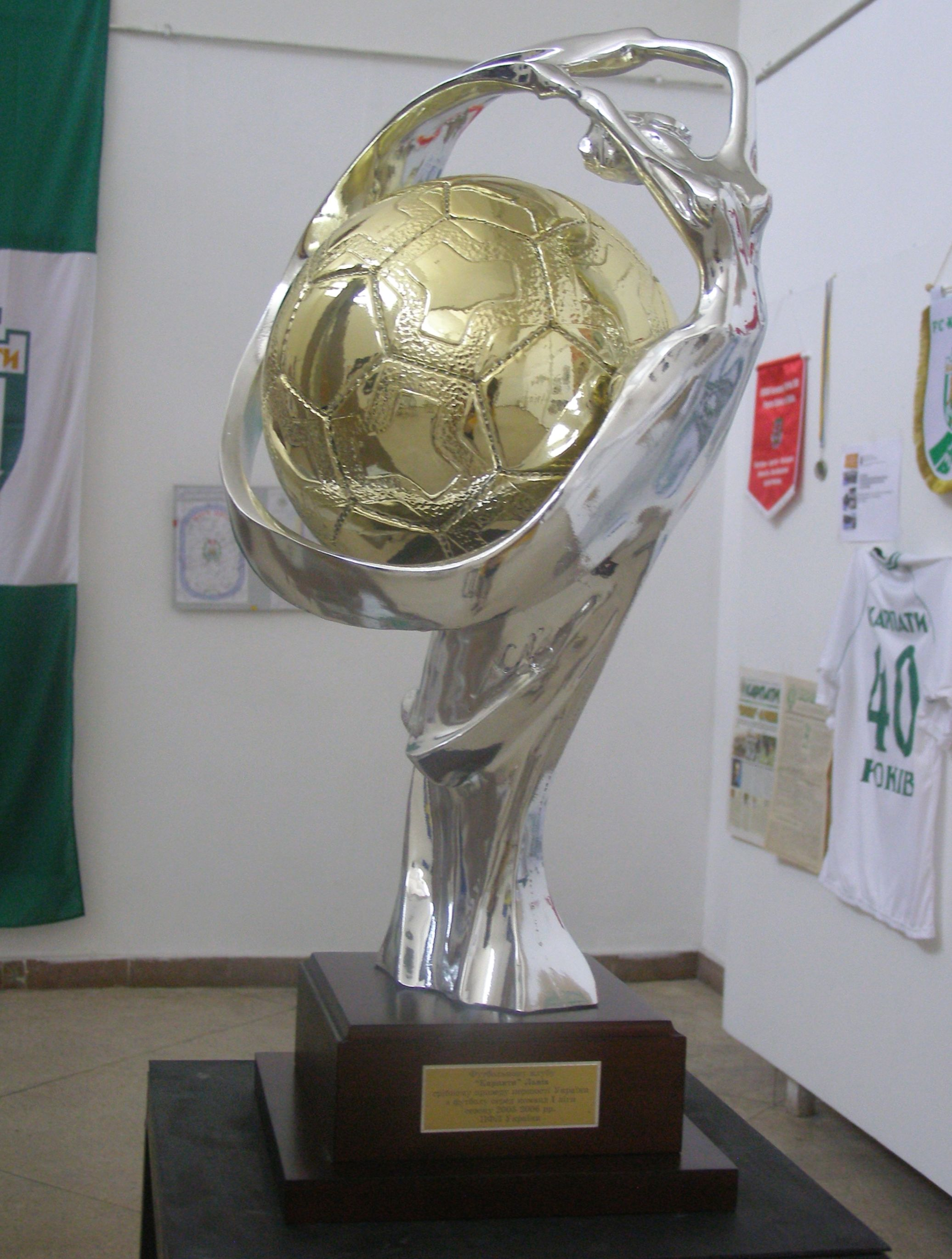
Puchar za drugie miejsce w sezonie 2005/2006 II ligi ukraińskiej

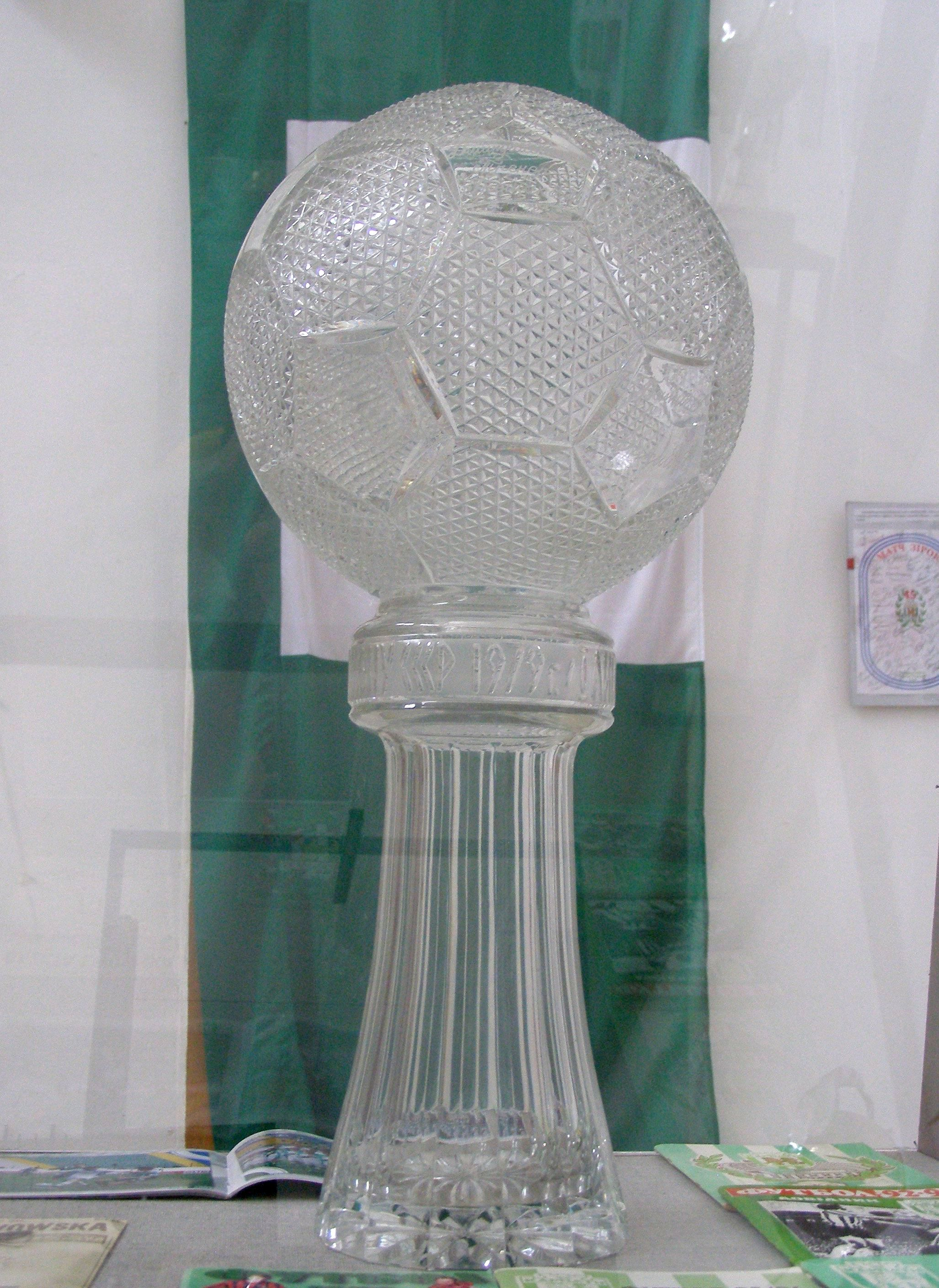
Puchar za pierwsze miejsce w sezonie 1978/1979 II ligi radzieckiej

  - 3.miejsce (2x): 1989 (gr.5), 1990 (gr.zachodnia)

### Inne trofea
- Drużba (Przyjaźń):
  - zdobywca: 1975
- Copa del Sol:
  - zdobywca: 2011

## Poszczególne sezony

### Rozgrywki międzynarodowe

#### Europejskie puchary
Legenda do wszystkich tabel:
- Q – runda eliminacyjna, 1/16, 1/8, 1/4, 1/2 – odpowiednia faza rozgrywek, Grupa – runda grupowa, 1r gr – pierwsza runda grupowa, 2r gr – druga runda grupowa, F – finał, R – runda, PO – play-off
- k. – rzuty karne, los. – losowanie, Dogr. – dogrywka, w. – zasada bramek strzelonych na wyjeździe

| Sezon     | Rozgrywki                 | Runda   | Przeciwnik            | Dom | Wyjazd | Ogólnie     |
| --------- | ------------------------- | ------- | --------------------- | --- | ------ | ----------- |
| 1970/71   | Puchar Zdobywców Pucharów | Q       | Steaua Bukareszt      | 0–1 | 3–3    | 3–4         |
| 1993/94   | Puchar Zdobywców Pucharów | Q       | Shelbourne            | 1–0 | 1–3    | 2–3         |
| 1999/2000 | Puchar UEFA               | 1R      | Helsingborg           | 1–1 | 1–1    | 2–2, k: 2–4 |
| 2010/11   | Liga Europy               | 2Q      | Reykjavíkur           | 3–2 | 3–0    | 6–2         |
| 2010/11   | Liga Europy               | 3Q      | SK Zestaponi          | 1–0 | 1–0    | 2–0         |
| 2010/11   | Liga Europy               | PO      | Galatasaray SK        | 1–1 | 2–2    | 3–3, w.     |
| 2010/11   | Liga Europy               | Grupa J | Borussia Dortmund     | 3–4 | 0–3    | 4. miejsce  |
| 2010/11   | Liga Europy               | Grupa J | Paris Saint-Germain   | 1–1 | 0–2    | 4. miejsce  |
| 2010/11   | Liga Europy               | Grupa J | Sevilla FC            | 0–1 | 0–4    | 4. miejsce  |
| 2011/12   | Liga Europy               | 3Q      | St Patrick’s Athletic | 2–0 | 3–1    | 5–1         |
| 2011/12   | Liga Europy               | PO      | PAOK FC               | 1–1 | 0–2    | 1–3         |

### Rozgrywki krajowe
| \| \| Bilans występów klubu w rozgrywkach piłkarskich Związku Radzieckiego (Stan na 31 grudnia 1992 r.) \| |                                                                                                   |        |       |     |     |    |     |     |     |                 |        |        |      |
| Poziom | Rozgrywki                                                                                         | Sezony | Mecze | Z   | R   | P  | B+  | B–  | Pkt | Lata            | Awanse | Spadki | Naj. |
| I | Wysszaja Liga                                                                                     | 9      | 244   | 68  | 85  | 89 | 253 | 293 | 210 | 1971–1977, 1980 | 0      | 0      | 4    |
| II | II grupa Klasa A                                                                                  | 10     | 342   | 147 | 100 | 95 | 440 | 299 | 394 | 1963–1970       | 1      | 0      | 1    |
| II | Pierwaja Liga                                                                                     | 3      | 130   | 65  | 30  | 35 | 206 | 140 | 142 | 1978–1979, 1981 | 1      | 1      | 1    |
| III | Wtoraja Liga                                                                                      | 3      | 126   | 71  | 30  | 25 | 171 | 97  | 172 | 1989–1991       | 0      | 0      | 1    |
| | Puchar ZSRR                                                                                       | 21     |       |     |     |    |     |     |     | 1963–1991       | 0      | 0      | 1    |
| | Bilans występów klubu w rozgrywkach piłkarskich Związku Radzieckiego (Stan na 31 grudnia 1992 r.) |        |       |     |     |    |     |     |     |                 |        |        |      |

| \| Ukraina \| Bilans występów klubu Karpaty Lwów w rozgrywkach piłkarskich Ukrainy (Stan na 31 maja 2021 r.) \| \| |                                                                                                |        |       |     |     |     |     |     |     |                               |        |        |      |
| Poziom | Rozgrywki                                                                                      | Sezony | Mecze | Z   | R   | P   | B+  | B–  | Pkt | Lata                          | Awanse | Spadki | Naj. |
| I | Wyszcza Liha                                                                                   | 15     | 442   | 162 | 117 | 163 | 483 | 494 | 582 | 1992–2003/04, 2006/07–2007/08 | 0      | 1      | 3    |
| I | Premier-liha                                                                                   | 12     | 350   | 94  | 105 | 151 | 390 | 512 | 372 | 2008/09–2019/20               | 0      | 1      | 5    |
| II | Persza Liha                                                                                    | 3      | 68    | 40  | 12  | 16  | 92  | 49  | 132 | 2004/05–2005/06, od 2022/23   | 1      | 0      | 2    |
| III | Druha Liha                                                                                     | 2      | 24    | 3   | 4   | 17  | 20  | 55  | 13  | 2020/21–2021/22               | 0      | 0      | 1    |
| | Puchar Ukrainy                                                                                 | 30     |       |     |     |     |     |     |     | od 1992                       | 0      | 0      | 2    |
| Ukraina | Bilans występów klubu Karpaty Lwów w rozgrywkach piłkarskich Ukrainy (Stan na 31 maja 2021 r.) |        |       |     |     |     |     |     |     |                               |        |        |      |

## Statystyki

### Rekordy klubowe
Stan na 31 maja 2021.
- Liczba sezonów w najwyższej klasie rozgrywkowej: 36 (1971–1977, 1980 w ZSRR (9) i 1992–2003/04, od 2006/07-2019/20 na Ukrainie)
- Liczba sezonów w Pucharze UEFA/Lidze Europy: 3 (1999/2000, 2010/2011, 2011/2012)
- Liczba sezonów w Pucharze Zdobywców Pucharów Krajowych: 2 (1970/1971, 1993/1994)

### Rekordy indywidualne

#### Najwięcej występów w klubie
Stan na 1 stycznia 2018.
| #  | Piłkarz              | Lata występów        | Mistrzostwo | Puchar | Europuchary | Inne* | Razem |
| -- | -------------------- | -------------------- | ----------- | ------ | ----------- | ----- | ----- |
| 1  | Łew Browarski        | 1968–1980            | 412         |        |             |       | 412   |
| 2  | Rostysław Potoczniak | 1966–1977            | 338         |        |             |       | 338   |
| 3  | Ihor Chudobjak       | 2005–2013, 2014–2017 | 310         |        |             |       | 310   |
| 4  | Ihor Kulczycki       | 1963–1972            | 305         |        |             |       | 305   |
| 5  | Ołeksandr Czyżewski  | 1989–1999, 2002–2003 | 303         |        |             |       | 303   |
| 6  | Hennadij Łychaczow   | 1967–1977            | 291         |        |             |       | 291   |
| 7  | Wołodymyr Danyluk    | 1966–1978            | 291         |        |             |       | 291   |
| 8  | Samson Godwin        | 2002–2013            | 234         |        |             |       | 234   |
| 9  | Iwan Hereh           | 1968–1976            | 229         |        |             |       | 229   |
| 10 | Jurij Dubrowny       | 1975–1981            | 224         |        |             |       | 224   |

* – Superpuchar ZSRR/Ukrainy

#### Najwięcej goli w klubie
Stan na 1 stycznia 2018.
| #  | Piłkarz               | Lata występów        | Mistrzostwo | Puchar | Europuchary | Inne* | Razem |
| -- | --------------------- | -------------------- | ----------- | ------ | ----------- | ----- | ----- |
| 1  | Wołodymyr Danyluk     | 1966–1978            | 88          |        |             |       | 88    |
| 2  | Stepan Jurczyszyn     | 1978–1981, 1989–1990 | 88          |        |             |       | 88    |
| 3  | Janosz Habowda        | 1968–1971            | 67          |        |             |       | 67    |
| 4  | Anatolij Kroszczenko  | 1963–1968            | 58          |        |             |       | 58    |
| 5  | Hennadij Łychaczow    | 1967–1977            | 54          |        |             |       | 54    |
| 6  | Andrij Pokładok       | 1992–1997, 1999–2000 | 53          |        |             |       | 88    |
| 7  | Łew Browarski         | 1968–1980            | 47          |        |             |       | 47    |
| 8  | Ihor Chudobjak        | 2005–2013, 2014–2017 | 38          |        |             |       | 38    |
| 9  | Ihor Kulczycki        | 1963–1972            | 37          |        |             |       | 37    |
| 10 | William Rocha Batista | 2005–2007, 2009–2012 | 36          |        |             |       | 36    |

* – Superpuchar ZSRR/Ukrainy
Uwaga: czcionką pogrubioną wydzielono piłkarzy, którzy jeszcze grają w klubie.

#### Jubileuszowe bramki w Mistrzostwach Ukrainy
- 1-a – 6 marca 1992 Anatolij Muszczynka, Czornomoreć Odessa – Karpaty Lwów 2:2 (22.min-0:1)
- 100-a – 23 października 1994 Roman Zub, Karpaty Lwów – Dnipro Dniepropetrowsk 3:1 (11.min-1:0)
- 200-a – 9 sierpnia 1997 Ihor Makowej, Torpedo Zaporoże – Karpaty Lwów 0:2 (50.min-0:1)
- 300-a – 29 września 1999 Iwan Hecko, Karpaty Lwów – Dnipro Dniepropetrowsk 4:0 (61.min-1:0)
- 400-a – 11 maja 2003 Alaksiej Suczkou, Karpaty Lwów – Czornomoreć Odessa 2:1 (61.min-1:0)
- 500-a – 1 marca 2009 Serhij Kuznecow, Karpaty Lwów – Czornomoreć Odessa 3:0 (16.min-1:0)[12]
- 600-a – 21 maja 2011 Denys Kożanow, Karpaty Lwów – Worskła Połtawa 2:2 (53.min-1:1)[13]
- 700-a – 27 lipca 2014 Gregor Balažic, Howerła Użhorod – Karpaty Lwów 2:2 (74.min-2:2)
- 800-a – 9 kwietnia 2018 Serhij Miakuszko, Karpaty Lwów – Zirka Kropywnycki 2:1 (65.min-2:1)

## Piłkarze, trenerzy, prezydenci i właściciele klubu

### Piłkarze

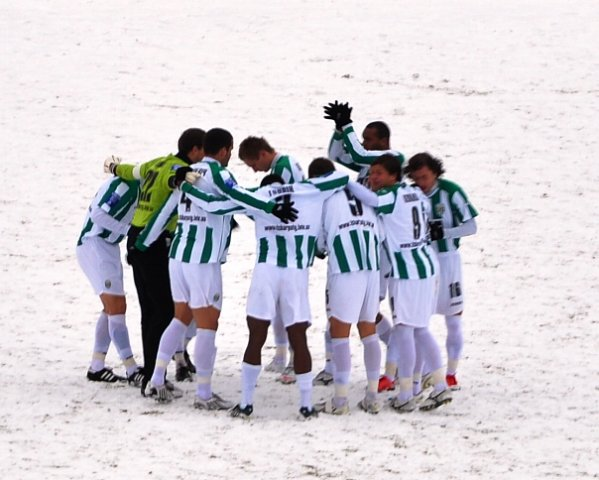
Zawodnicy drużyny w 2010

#### Obecny skład
Stan na 10.03.2024:
| Nr | Poz. | Piłkarz             |
| -- | ---- | ------------------- |
| 1  | BR   | Kożuchar            |
| 2  | OB   | Myziuk              |
| 4  | OB   | Babohło             |
| 5  | PO   | Bułeza              |
| 7  | PO   | Pidłepeneć          |
| 8  | PO   | Czaczua ((kapitan)) |
| 9  | PO   | Tłumak              |
| 10 | NA   | Neves               |
| 11 | PO   | Kartuszow           |
| 16 | PO   | Riabow              |
| 17 | PO   | Demczenko           |
| 19 | PO   | Kłymenko            |

| Nr | Poz. | Piłkarz       |
| -- | ---- | ------------- |
| 20 | PO   | Rawłyk        |
| 22 | OB   | Weklak        |
| 26 | PO   | Kostenko      |
| 27 | OB   | Suchar        |
| 28 | OB   | Połeheńko     |
| 31 | BR   | Iljuszczenkow |
| 33 | PO   | Szach         |
| 35 | NA   | Sydun         |
| 39 | OB   | Katrycz       |
| 44 | OB   | Sakiw         |
| 47 | OB   | Romaniuk      |
| 71 | PO   | Czech         |
| 88 | OB   | Łomnycki      |

### Trenerzy
| - 1963: Ołeh Żukow - 1964: Siergiej Korszunow - 1965–06.1966: Nikołaj Diemientjew - 07.1966–09.1967: Jewhen Łemeszko - 09.1967–1968: Wasilij Wasiljew - 1967–02.1972: / Ernő Juszt - 02.1972–07.1972: Anatolij Połosin - 07.1972–08.1974: Walentin Bubukin - 09.1974–09.1978: / Ernő Juszt - 09.1978–09.1980: Isztwan Sekecz - 09.1980–1981: Jarosław Dmytrasewicz - 1982–1988: klub występował jako SKA–Karpaty Lwów - 1989: Borys Rassychin - 1990: Wołodymyr Bułhakow - 01.1991–07.1991: Rostysław Potoczniak - 07.1991–07.1992: / Stepan Jurczyszyn - 08.1992–06.1995: Myron Markewycz - 07.1995–06.1996: Wołodymyr Żurawczak - 07.1996–12.1998: Myron Markewycz - 03.1999–06.1999: Stepan Jurczyszyn - 07.1999–05.2001: Lew Browarski - 06.2001: Stepan Jurczyszyn - 07.2001–03.2002: Myron Markewycz - 04.2002–06.2002: Wołodymyr Żurawczak - 06.2002–09.2002: Lew Browarski - 06.2002–4.12.2002: Wałentyn Chodukin - 4.12.2002–08.2003: Ivan Golac - 08.2003–06.2004: Myron Markewycz - 06.2004: Jurij Diaczuk-Stawycki - 07.2004–09.2004: Wałentyn Chodukin - 09.2004–06.2006: Jurij Diaczuk-Stawycki |  | - 07.2006–04.2007: Ołeksandr Iszczenko - 04.2007–06.2007: Jurij Diaczuk-Stawycki - 07.2007–09.2007: Ołeksandr Iszczenko - 09.2007–05.2008: Wałerij Jaremczenko - 07.2008–18.10.2011: Aleh Konanau - 18.10.2011–21.01.2012: Pawieł Kuczerow (p.o.) - 21.01.2012–25.03.2012: Wołodymyr Szaran - 25.03.2012–07.06.2012: Jurij Diaczuk-Stawycki (p.o.) - 07.06.2012–29.07.2012: Pawieł Kuczerow (p.o.) - 29.07.2012–06.05.2013: Nikołaj Kostow - 07.05.2013–18.06.2013: Jurij Diaczuk-Stawycki (p.o.) - 19.06.2013–16.06.2014: Ołeksandr Sewidow - 18.06.2014–31.08.2015: Igor Jovićević (p.o.) - 01.09.2015–01.01.2016: Igor Jovićević - 18.01.2016–31.05.2016: Wołodymyr Bezzubjak - 06.06.2016–17.06.2016: Wałerij Jaremczenko - 17.06.2016–05.07.2016: Anatolij Czancew (p.o.) - 05.07.2016–07.10.2016: Serhij Zajcew (p.o.) - 07.10.2016–11.06.2017: Aleh Dułub - 16.06.2017–12.09.2017: Sergio Navarro - 13.09.2017–19.11.2017: Serhij Zajcew - 21.11.2017–16.08.2018: Ołeh Bojczyszyn - 16.08.2018–28.11.2018: José Morais - 28.11.2018–13.01.2019: Ołeh Bojczyszyn (p.o.) - 13.01.2019–27.05.2019: Fabriciano González - 27.05.2019–03.09.2019: Ołeksandr Czyżewski (p.o.) - 03.09.2019–29.07.2020: Roman Sanżar - 23.08.2020–14.07.2021: Lubomyr Wowczuk - 16.10.2020–31.06.2023: Andrij Tłumak - 01.06.2023–...: Myron Markewycz |

### Prezesi
Funkcję prezesa klubu pełniło 10 osób.
| Lp. | Imię i nazwisko | Okres urzędowania | Okres urzędowania |
| --- | --------------- | ----------------- | ----------------- |
| 1.  | Julian Kordijak | 1989              | 1990              |
| 2.  | / Karol Miklosz | 1990              | 1992              |
| 3.  | Bohdan Kobryn   | 1992              | 1994              |
| 4.  | Roman Hirnyk    | 1994              | 1996              |
| 5.  | Ostap Semkiw    | 1996              | 1998              |

| Lp. | Imię i nazwisko   | Okres urzędowania | Okres urzędowania |
| --- | ----------------- | ----------------- | ----------------- |
| 6.  | Jarosław Hryciuk  | 1998              | 1999              |
| 7.  | Łeonid Tkaczuk    | 1999              | 2001              |
| 8.  | Petro Dyminski    | 1.07.2001         | 27.05.2020        |
| 9.  | Ołeh Smalijczuk   | 27.05.2020        | 14.07.2021        |
| 10. | Ołeh Smalijczuk   | 27.05.2020        | 14.07.2021        |
| 10. | Stepan Jurczyszyn | 14.10.2020        | obecnie           |

## Struktura klubu

### Stadion
Od 1963 roku klub rozgrywa swoje mecze domowe na stadionie Ukraina (do 1991 nazywał się Drużba), który może pomieścić 27 925 widzów i ma wymiary 105 × 68 metrów. Po wybudowaniu na Euro 2012 nowego stadionu, klub również korzysta z usług Arena Lwów, który może pomieścić 34 915 widzów i ma wymiary 105 × 68 metrów.

### Sponsorzy
- 2001–2004: kompleks rafineryjny "Hałyczyna"
- 2005–2006: WOG
- 2007–2008: CDMA-Ukraina
- 2009–2010: ZIK
- 2010–2011: Koncern-Ełektron
- 2012 (wiosna): Limo
- 2012–2014: FavBet
- 2014–2015: Limo
- 2015–2017: Pari-Matcz
- 2017–2018: ZIK
- 2018–2021: Marathon Bet
- od 2021: Lwiwske

### Sekcje klubowe
Karpaty Lwów utrzymuje także swoje własne szkółki piłkarskie dla dzieci i młodzieży, mające siedziby również we Lwowie. Rezerwowa drużyna Karpaty Lwów U-21, inaczej zwana młodzieżowa występuje w młodzieżowych mistrzostwach Ukrainy U-21. Juniorska drużyna, zwana Karpaty Lwów U-19 gra w juniorskich mistrzostwach Ukrainy U-19. Wcześniej klub również miał druga i trzecią drużyny – Karpaty-2 Lwów i Hałyczyna-Karpaty Lwów.

## Kibice i rywalizacja z innymi klubami

### Kibice
Karpaty Lwów jest klubem, który ma dużo kibiców w zachodniej części Ukrainy.

### Rywalizacja
Karpaty utrzymuje przyjazne stosunki z: Dynamem Kijów i FK Dnipro (ta trójka to tak zwana "koalicja", "triada") oraz z fanami Zorii Ługańsk i Krywbasu Krzywy Róg. Napięte stosunki z: Czornomorcem Odessa, Arsenałem Kijów, Metałurhiem Zaporoże i Worskłą Połtawa.

### Derby
Najsłynniejsze derby na zachodniej Ukrainie to derby halicko-wołyńskie z Wołyniem Łuck, zawsze trzymane w bardzo napiętej atmosferze. Grają derby Lwowa z FK Lwów oraz derby karpackie z Howerła Użhorod i Prykarpattia Iwano-Frankiwsk.